# Port Authority of New York and New Jersey
Port Authority of New York og New Jersey (PANYNJ) er en offentlig myndighed i USA, der blev oprettet ved traktat mellem delstaterne New York og New Jersey. Administrationen kontrollerer størstedelen af den regionale transport-infrastruktur, herunder broer, tunneler, lufthavne og havne ved New York og New Jerseys havnedistrikt.
Myndigheden blev grundlagt den 30. april 1921 og fik sin nuværende titel og organisatoriske struktur i 1972. Lufthavne, der drives af PANYNJ omfatter John F. Kennedy International Airport og LaGuardia i New York, Newark Liberty International Airport og Teterboro i New Jersey, samt helikopterstationen Downtown Manhattan Heliport. 
Anden infrastruktur omfatter Lincolntunnelen, Hollandtunnelen og George Washington-broen, der forbinder Manhattan til det nordlige New Jersey; Goethals Bridge, Bridge Crossing og Bayonne Bridge, der forbinder Staten Island i New Jersey, samt busterminalerne, Port Authority Bus Terminal, George Washington Bridge Bus Station og Metro Port Authority Trans-Hudson (PATH), der forbinder Midtown Manhattan til New Jersey.
Det meste af virksomheden PANYNJ drejer sig i dag om transport, men i virkeligheden blev myndigheden oprettet for at drive skibshavnen. Oprindeligt lå de fleste af havnefaciliteterne i New York, især Brooklyn, men i dag ligger så godt som alt i Newark og Elizabeth. 